# Hohentanner Wald

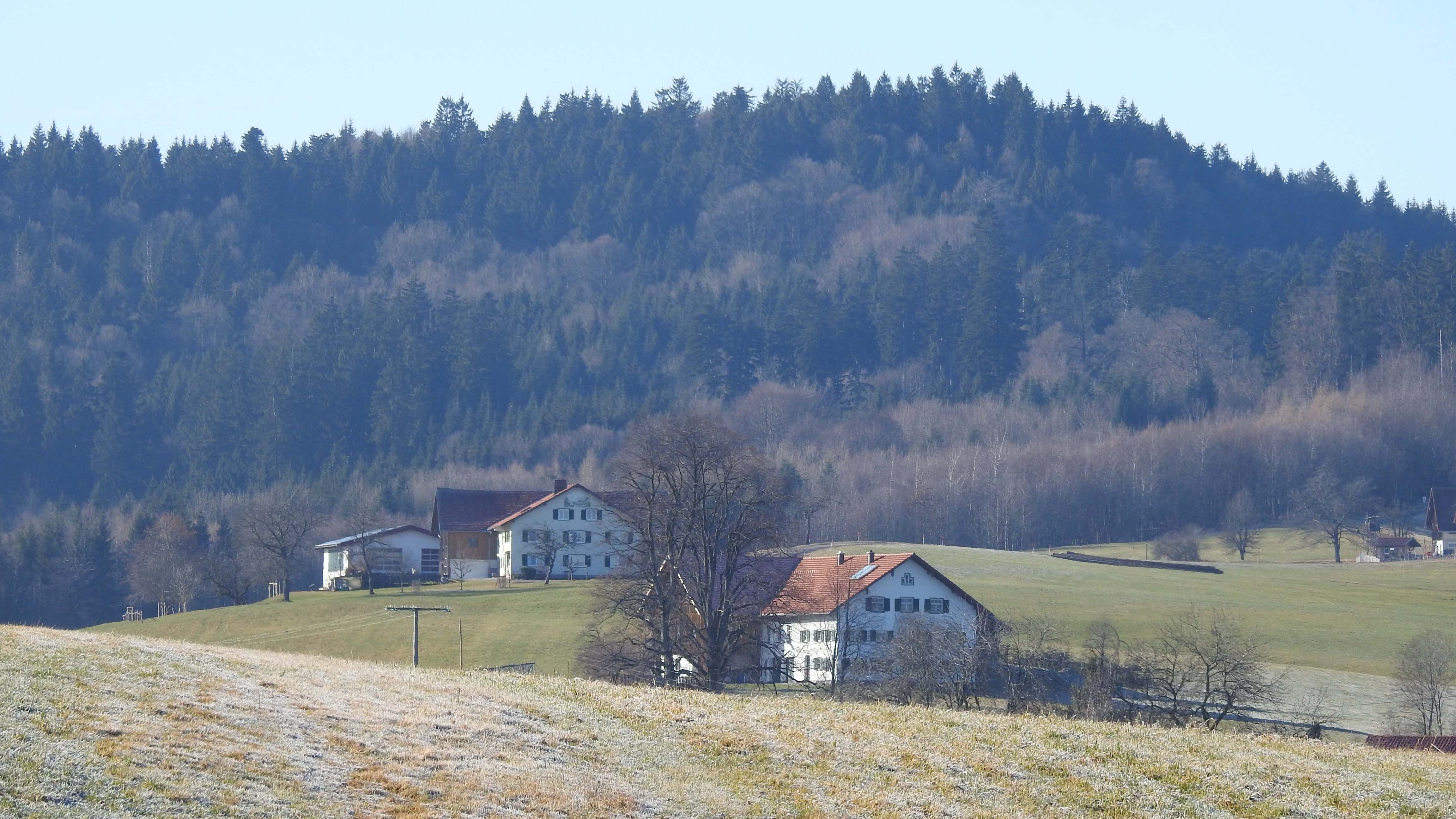
Buchen am Hohentanner Wald

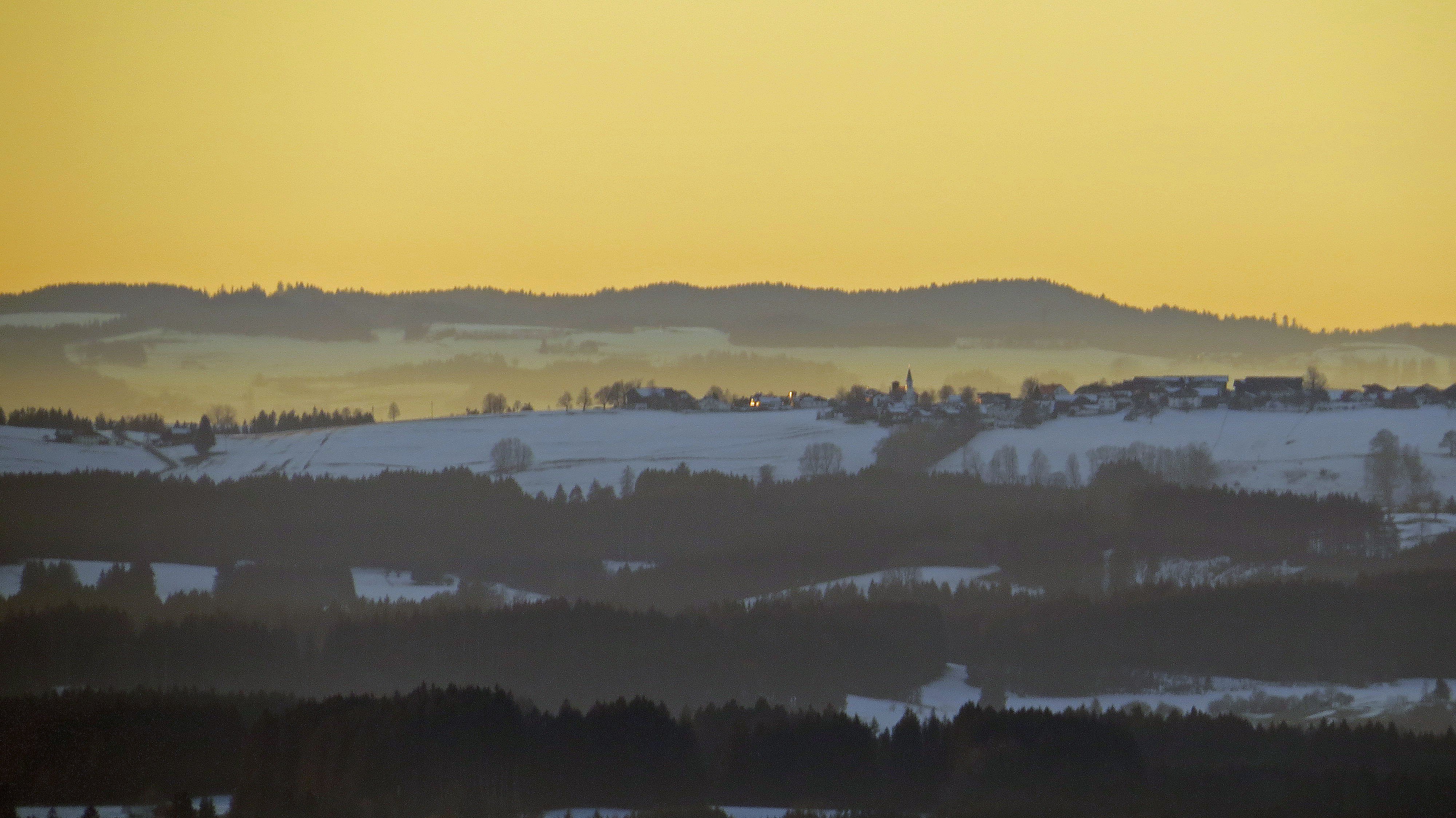
Blick von Osten zum Hohentanner Wald am Horizont

Der Hohentanner Wald ist ein bis etwa 960 m ü. NHN hoher Teil der Gebirgslandschaft Adelegg und liegt innerhalb des Westallgäus im Landkreis Oberallgäu (Bayern) in Süddeutschland.
Hohentanner Wald ist eine Gemarkung mit einer Fläche von etwa 470 Hektar und liegt vollständig im Süden des Gemeindegebiets von Altusried. Das Waldgebiet Hohentanner Wald reicht über die Gemarkungsgrenze hinaus.
Hohentanner Wald war bis zum 31. Dezember 1973 ein gemeindefreies Gebiet.

## Geographie

### Lage
Der überwiegend dichten Baumbestand aufweisende Hohentanner Wald, der sich ausschließlich im südwestlichen Gemeindegebiet von Altusried erstreckt, liegt nordnordöstlich des eigentlichen Gebirgszugs Adelegg und westnordwestlich von Wiggensbach. Jenseits der Kürnach schließt sich südlich des Hohentanner Waldes und südöstlich im beiderseits des Baches gelegenen Gemeindegebiet von Wiggensbach der Kürnacher Wald an.

### Berge
Zu den Bergen und Bergausläufern des Hohentanner Waldes gehören – sortiert nach Höhe in Meter (m) über Normalhöhennull (NHN):
- namenloser Berg (ca. 960 m), 1,1 km nordöstlich des Walkenbergs bzw. 2,2 km westsüdwestlich von Kimratshofen-Walzlings
- Walkenberg (951,6 m), 800 m ostsüdöstlich von Altusried-Walkenberg; mit alter Schanze
- Langenberg (870,9 m), 2 km südwestlich von Kimratshofen
- namenloser Berg (ca. 830 m), 1,3 km westsüdwestlich von Kimratshofen; mit Burgruine Hohentann

### Gewässer
Am Südrand des Hohentanner Waldes verläuft entlang der Grenze zum Kürnacher Wald die kleine Kürnach, die ein östlicher Zufluss der Eschach ist, von der wiederum ein Abschnitt die Abgrenzung zur Adelegg im engeren Sinne (württembergischer Teil) bildet. Außerdem entspringen im oder am Rand des Hohentanner Waldes viele kleine Zuflüsse von Eschach und Kürnach sowie der Iller-Zufluss Lautrach. Ostsüdöstlich vorbei fließt der Iller-Zufluss Kollerbach.

## Schutzgebiet
Großteile vom Hohentanner Wald gehören zum Nordbereich des Fauna-Flora-Habitat-Gebiets Kürnacher Wald (FFH-Nr. 8227-373).

## Sehenswertes

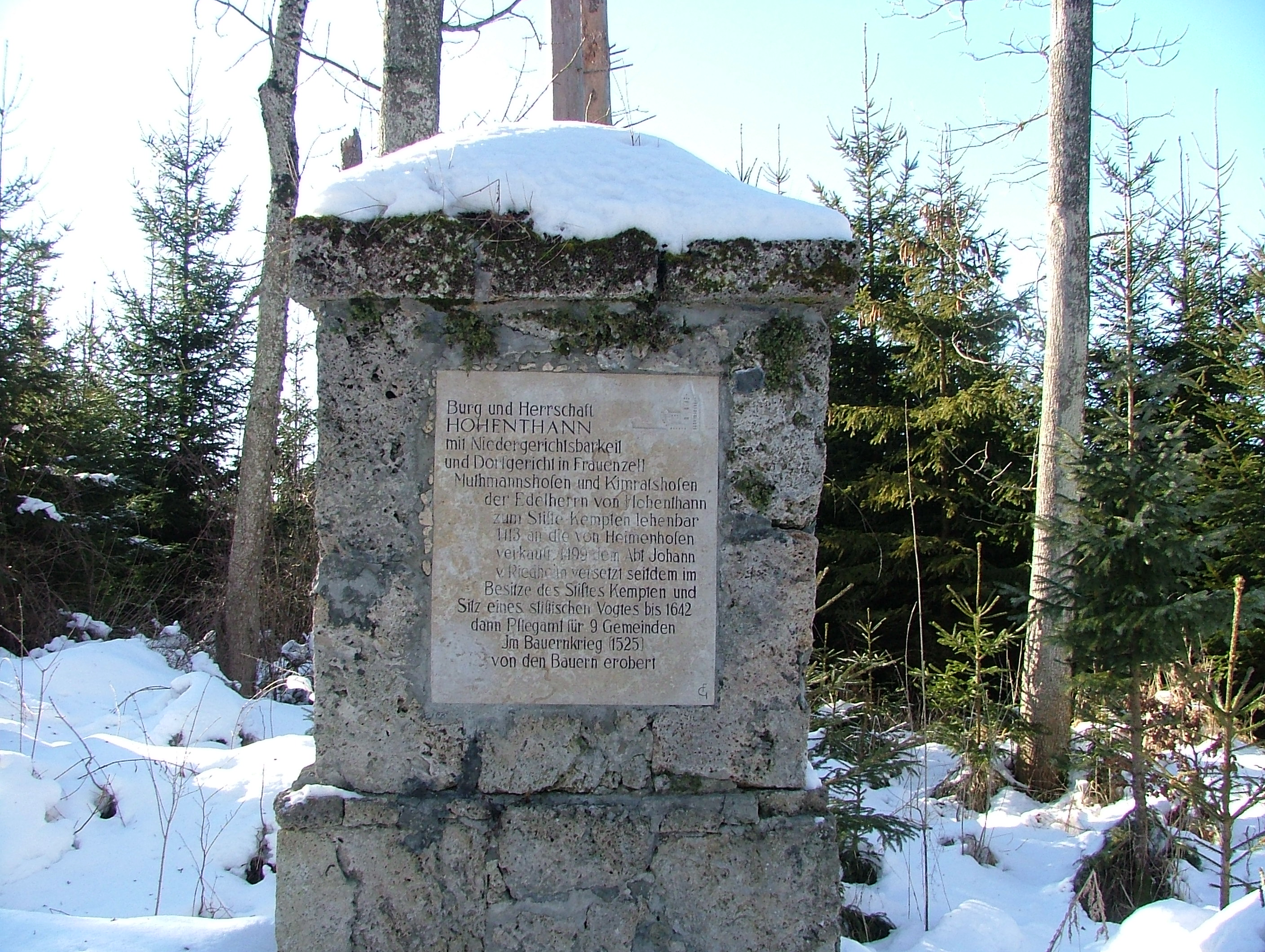
Denkmal Burg Hohentann

Zu den Sehenswürdigkeiten des Hohentanner Waldes gehören neben seiner schönen Waldlandschaft die Überbleibsel der Burgruine Hohentann südwestlich von Kimratshofen (ein westlicher Gemeindeteil von Altusried).